# Close to Me (série de televisão)
Close to Me é uma série de televisão britânica de drama psicológico baseado no livro homônimo de Amanda Reynolds. É estrelado por Connie Nielsen e Christopher Eccleston. A série com seis episódios foi ao ar no Channel 4 em novembro de 2021, com todos os episódios disponibilizados para streaming simultaneamente.

## Elenco
- Connie Nielsen como Jo Harding
- Christopher Eccleston como Rob Harding
- Rosy McEwen como Sash Harding
- Tom Taylor como Finn Harding
- Susan Lynch como Cathy
- Ellie Haddington como Wendy
- Leanne Best como Anna
- Henning Jensen como Frederik
- Ray Fearon como Nick
- Nick Blood como Thomas
- Jamie Flatters como Owen
- Lorraine Burroughs como Helen
- Zoe Croft como Ella

## Produção
Close to Me foi a primeira série dramática em inglês produzida pela subsidiária britânica do Nordic Entertainment Group, NENT Studios UK. O programa foi filmado principalmente em Hemel Hempstead, Hertfordshire e Hastings. Foi filmado durante a pandemia de COVID-19 no Reino Unido.